# Chaumeil
Chaumeil é uma comuna francesa na região administrativa da Nova Aquitânia, no departamento de Corrèze. Estende-se por uma área de 31,7 km². Em 2010 a comuna tinha 164 habitantes (densidade: 5,2 hab./km²).